# Messalina (film 1923)
Messalina è un film muto del 1923, sceneggiato, prodotto e diretto da Enrico Guazzoni.

## Trama
Claudio viene acclamato imperatore dopo l'uccisione di Caligola da parte dei pretoriani, il cui capo, Marco, è innamorato della di lui moglie, l'immorale Messalina. Costei lascia spesso il palazzo imperiale per aggirarsi nelle zone malfamate in cerca di fuggevoli avventure e, durante una retata, viene salvata da Ennio, uno schiavo persiano, di cui si innamora. Diventa così rivale di Mirit, sacerdotessa di Iside, che ricatta lo schiavo per avere i suoi favori.

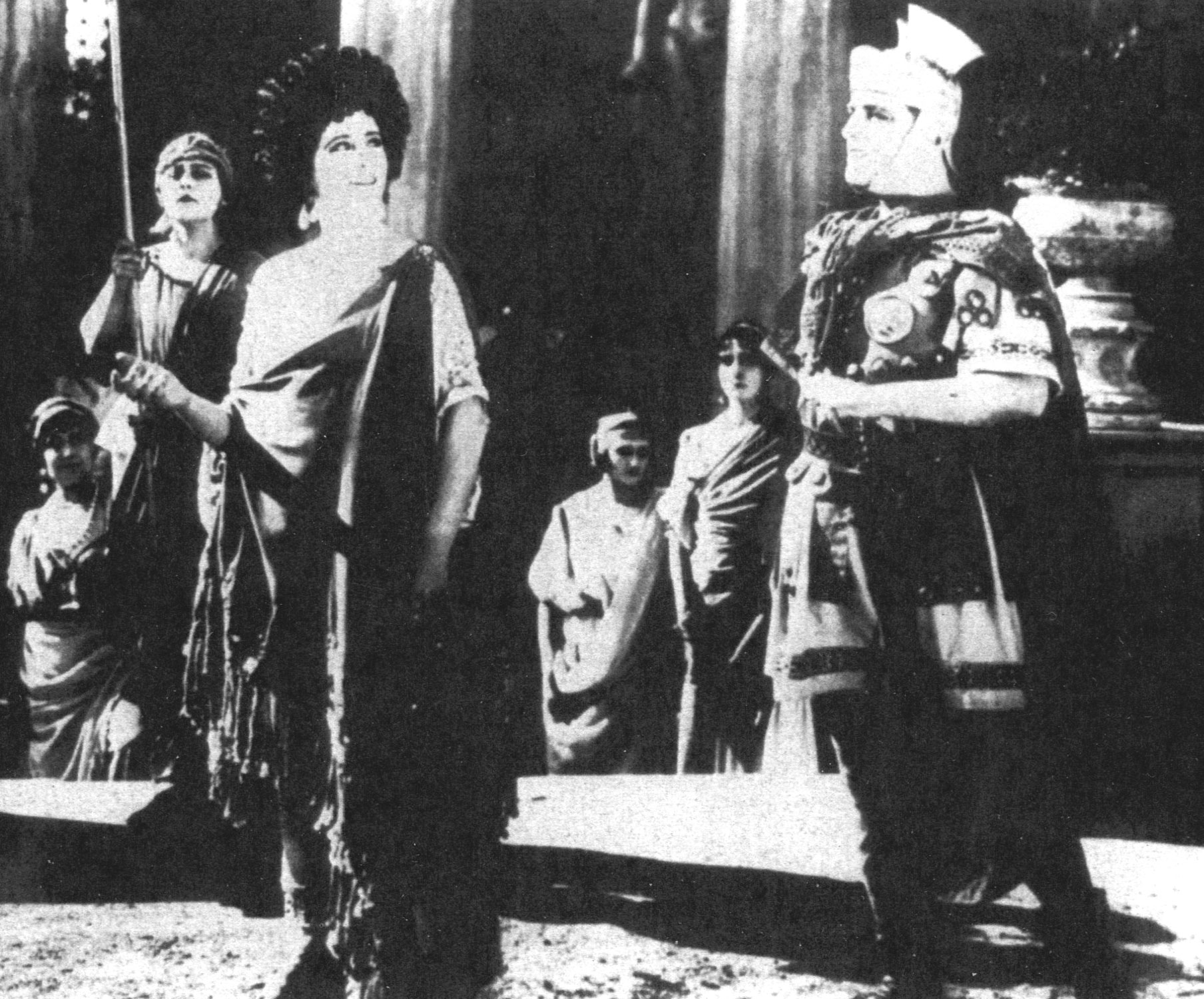
Una scena del film con Rina De Liguoro nel ruolo di Messalina

L'imperatore Claudio, intanto sventa un complotto per rovesciarlo ordito da Marco, e lo fa uccidere. Per ottenere la libertà, Ennio partecipa ad una corsa di quadrighe, ma Mirit, indispettita dai suoi rifiuti, gli fa uccidere i preziosi cavalli su cui egli contava per la vittoria. Senza gli animali addestrati, Ennio si rovescia durante la gara e rischia di essere ucciso dai gladiatori, e sarà Messalina ad intervenire ed a portarlo in salvo. Ma poi l'imperatrice ordisce un complotto contro il marito e quando è scoperta, preferisce uccidersi prima di essere ridotta in catene dai pretoriani.

## Produzione
Prodotto dal regista stesso tramite la sua società "Guazzoni film", Messalina rientra nella serie di film con i quali la produzione italiana, ormai quasi tutta confluita nell'U.C.I., tenta nella prima metà degli anni venti di risollevare le proprie sorti, rese incerte dal massiccio ingresso dei prodotti provenienti da altri paesi europei e, soprattutto, dagli Stati Uniti.
Si credeva che questo rilancio dovesse basarsi soprattutto sulla riedizione di film, imperniati su vicende legate alla romanità, che già in passato avevano avuto notevole successo, anche commerciale, nei Paesi europei e negli USA. Già Mario Caserini, infatti, aveva girato nel 1910 una versione di 432 metri (Messalina).
Al Messalina di Guazzoni seguì nel 1926 un clamoroso insuccesso commerciale, Gli ultimi giorni di Pompei, tratto dal romanzo di Edward Bulwer-Lytton, oggetto di due precedenti adattamenti.

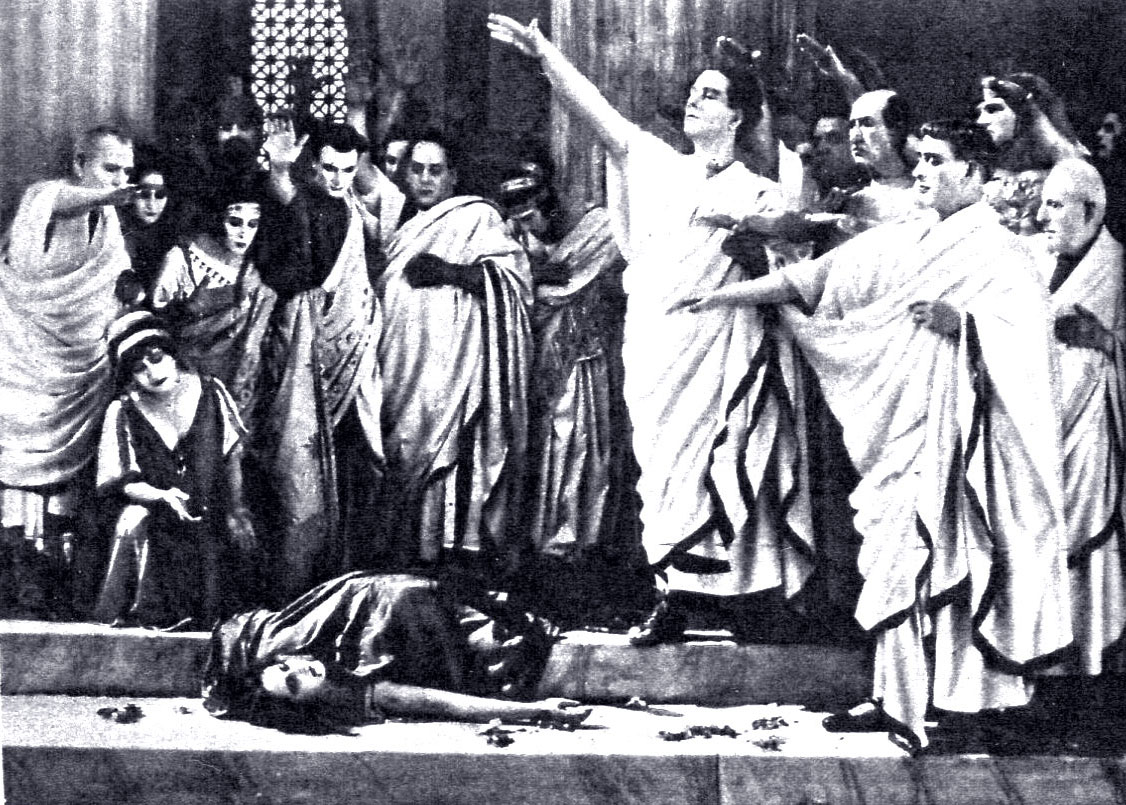
Scena finale del film: il suicidio di Messalina

L'entusiasmo rispetto al tema della romanità, vista come potenza che ha potuto sfuggire al suo declino abbracciando il Cristianesimo e la speranza di un rilancio, poi rivelatosi effimero, della cinematografia italiana è testimoniato anche dall'eccezionale (per i tempi) visita che il re in persona fece sul set del film durante la lavorazione che, secondo Guazzoni, fu «un doveroso omaggio alla genialità ed intraprendenza dei nostri uomini di cinema sui quali pesava l'ostracismo della cultura e l'ostilità dei finanzieri». In seguito il film fu anche proiettato nel luglio 1923 in anteprima nei giardini del Quirinale alla presenza del re e di altri membri della casa reale.

## Accoglienza
Messalina ebbe, nonostante diverse scene considerate all'epoca immorali, un notevole successo sia in Italia che all'estero. Nei paesi di lingua inglese venne presentato con il titolo The fall of an Empress, mentre restò l'unico film italiano che poté essere esportato in Unione Sovietica nel corso di tutti gli anni venti. Una delle scene più famose del film, quella della corsa delle quadrighe, fu copiata due anni dopo da Fred Niblo in Ben Hur.
Il film sancì il grande successo personale di Rina De Liguoro, sino ad allora impiegata in pellicole poco importanti, qui non a caso ripresa in innumerevoli primi piani, che riscossero, rispetto ai precedenti, apprezzamenti della critica del tempo: «Ottimamente la contessa De Liguoro, nella parte che le si addice egregiamente (...) corrotta, depravata e bella, Messalina è il trionfo della cinematografia italiana, l'orgoglio di Guazzoni, la rinascita della nostra arte.». A parte quest'ultima previsione non destinata ad avverarsi, la De Liguoro si afferma in Messalina quale l'ultima "diva" del cinema muto italiano, tanto che l'attrice dichiarò ancora negli anni cinquanta, ormai ritirata dalle scene, di essere molto legata a quel personaggio, di cui ancora conservava i costumi indossati sul set.
Copie del film sono attualmente conservate presso le cineteche di Roma e di Milano.